# Jeffrey Báez
Jeffrey Nazareth Baez (nacido en El Tigre, Anzoátegui, Venezuela, el 30 de octubre de 1993) es un beisbolista profesional venezolano que juega en la posición de Jardinero, en la Liga Venezolana de Béisbol Profesional (LVBP), con el equipo Los Leones del Caracas.